# Red Garland's Piano
Red Garland's Piano — студійний альбом американського джазового піаніста Реда Гарленда, випущений у 1957 році лейблом Prestige Records.

## Опис
Свій другий альбом піаніст Ред Гарленд записав в складі тріо (в тому ж складі як і дебютний), до якого увійшли контрабасист Пол Чемберс і ударник Арт Тейлор. Складається в основному із записів сесії, що відбулась 22 березня 1957 року на студії Van Gelder Studio в Гекенсеку (Нью-Джерсі).
Альбом містить 8 стандартів, включаючи «Please Send Me Someone to Love» (блюзова балада Персі Мейфілда), «Stompin' at the Savoy», «If I Were a Bell» і «Almost Like Being in Love».  

## Список композицій
1. «Please Send Me Someone to Love» (Персі Мейфілд) — 4:51
2. «Stompin' at the Savoy» (Бенні Гудмен, Чік Вебб) — 3:12
3. «The Very Thought of You» (Рей Нобл) — 4:12
4. «Almost Like Being in Love» (Алан Джей Лернер, Фредрік Лоу) — 4:52
5. «If I Were a Bell» (Френк Лессер) — 6:41
6. «I Know Why (And So Do You)» (Гаррі Воррен, Мек Гордон) — 4:50
7. «I Can't Give You Anything but Love» (Дороті Філдс, Джиммі Мак-Г'ю) — 5:05
8. «But Not For Me» (Джордж Гершвін, Айра Гершвін) — 5:52

## Учасники запису
- Ред Гарленд — фортепіано
- Пол Чемберс — контрабас
- Арт Тейлор — ударні

Технічний персонал
- Боб Вейнсток — продюсер
- Руді Ван Гелдер — інженер
- Айра Гітлер — текст